# Erik Svinhufvud
Erik Svinhufvud, född den 13 oktober 1634, död den 22 december 1688, var en svensk militär. Han var son till Björn Svinhufvud och far till Jakob Svinhufvud. 
Svinhufvud blev student vid Greifswalds universitet 1649. Efter att ha varit underofficer vid Västerbottens regemente blev han fänrik där 1655, löjtnant 1656, kaptenlöjtnant 1657, kapten vid Dalregementet 1659 och major där 1673. Svinhufvud blev överstelöjtnant vid Västmanlands regemente 1676 och överste för Dalregementet 1683. Han gravsattes i kopparkista i Husby kyrka, där hans vapen uppsattes och till vilken kyrka han och hans fru skänkte ett par silverljusstakar.